# Oščadnica
Oščadnica (maďarsky Ócsad) je obec v severozápadním Slovensku v Žilinském kraji a okrese Čadca. V Oščadnici se nachází římskokatolický kostel Nanebevzetí Panny Marie, Kostel nad Kalvárií a kaštel. V současnosti je Oščadnica turistické centrum oblasti, nedaleko leží lyžařské centrum Snow Paradise Veľká Rača.

## Další zajímavosti
- Rozhledna Surovina - rozhledna pod kopcem Kalinový vrch.
- Náučný chodník Po stopách zbojníkov v Pohraničí - naučná stezka.
- Čarovná lúka - louka osázená květinami a záhonky.

## Galerie

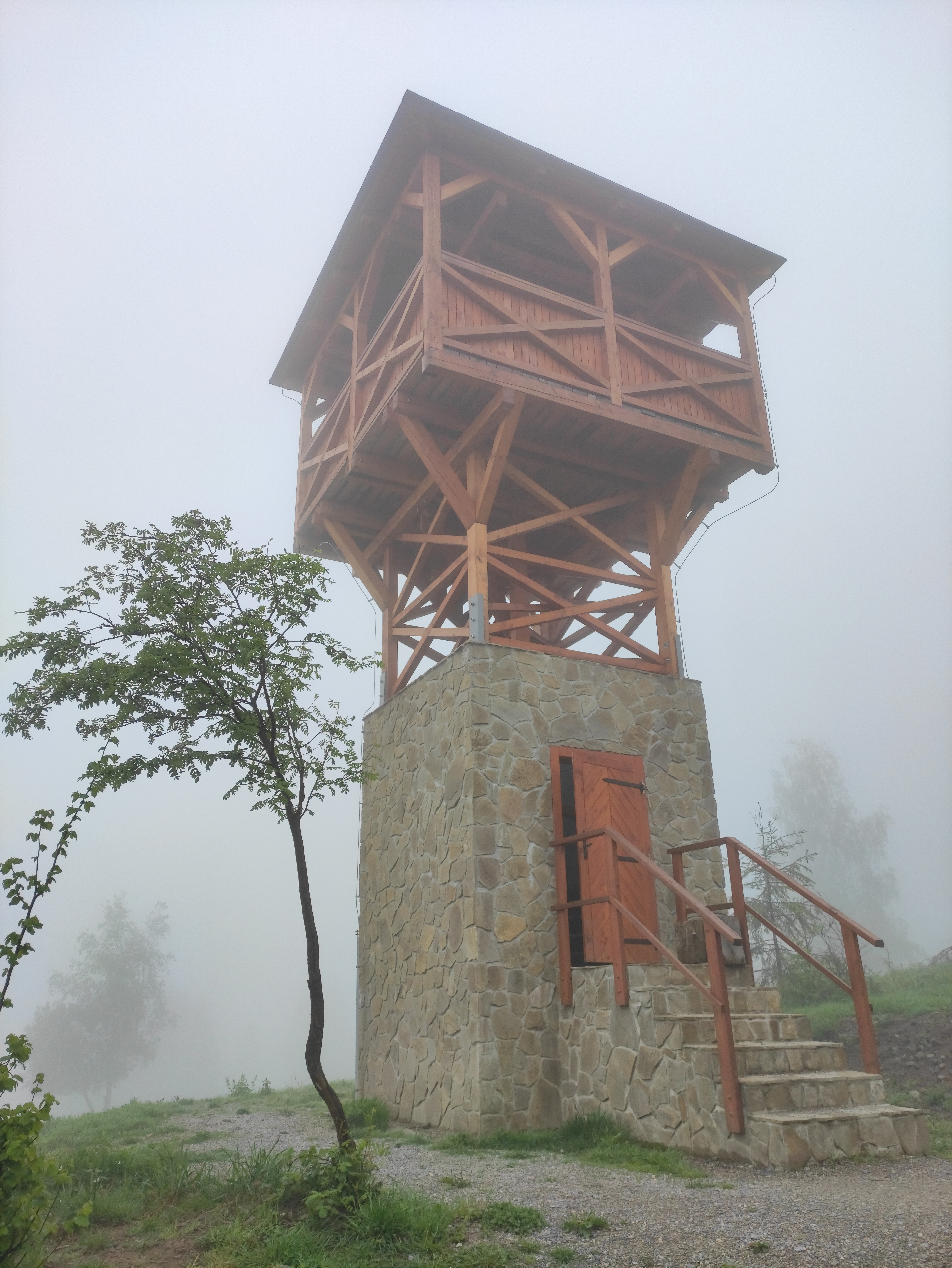
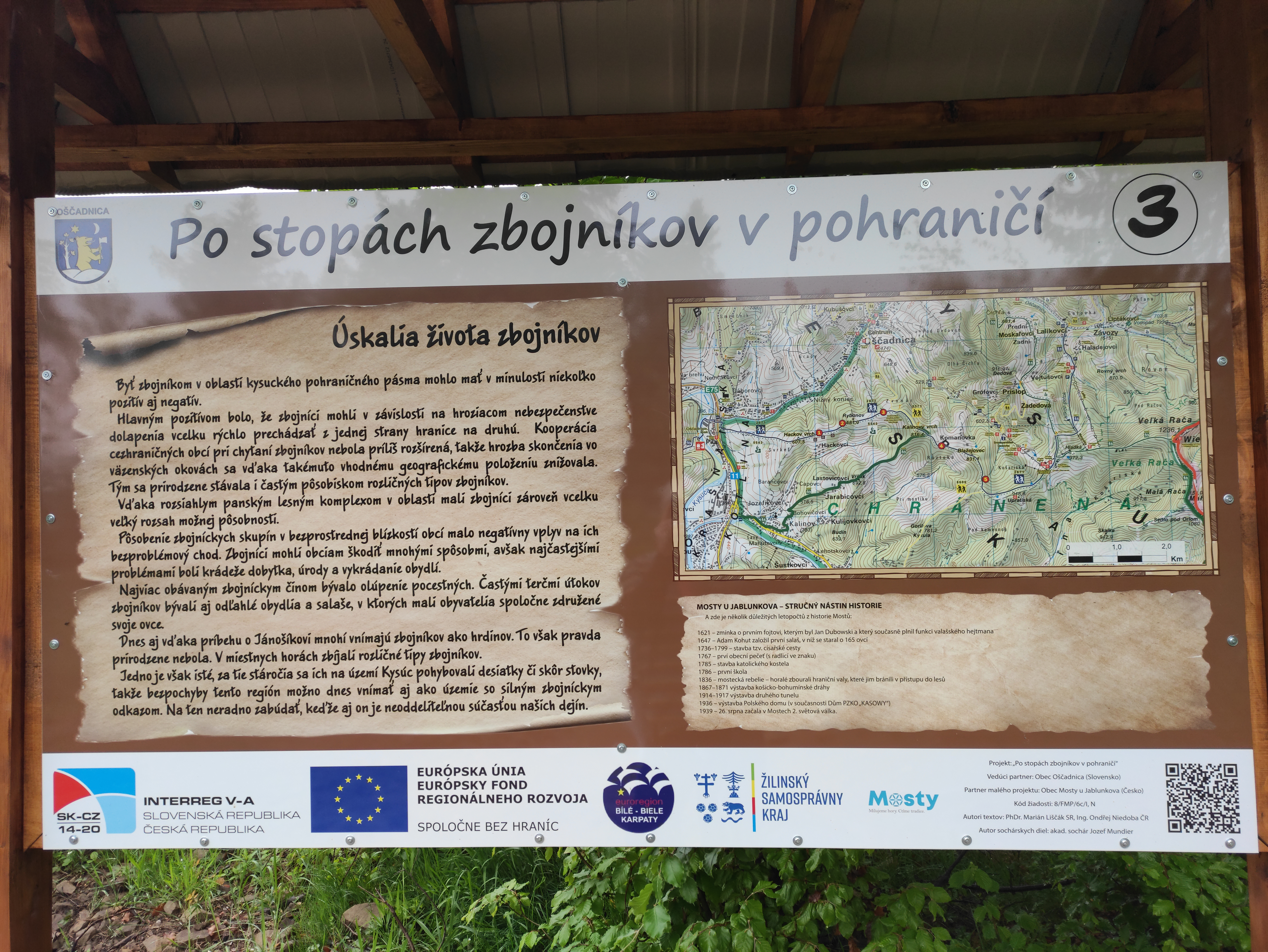